# Diadasia consociata
Diadasia consociata là một loài Hymenoptera trong họ Apidae. Loài này được Timberlake mô tả khoa học năm 1939.